# Oskar Lotz
Oskar Lotz (* 23. April 1940 in Rödermark; † 22. Januar 2022 ebenda) war ein deutscher Fußballspieler. Von 1965 bis 1969 absolvierte der Stürmer bei Eintracht Frankfurt in der Fußball-Bundesliga 97 Spiele und erzielte dabei 19 Tore.

## Laufbahn
Das Talent des jungen Angreifers fiel schon früh bei seinem Heimatverein Viktoria Urberach auf. Bereits mit 18 Jahren gehörte er 1957/58 der Vizemeisterelf der Viktoria in der hessischen Amateurliga an. Er spielte bereits in der Hessenauswahl und gehörte auch zu der Mannschaft, die am 29. Juni 1958 das Hessenpokal-Finale gegen den VfL Marburg gewann. Lotz spielte für Viktoria Urberach, bis die Viktoria 1961 aus der 1. Amateurliga Hessen abstieg. Daraufhin schloss sich der Stürmer Kickers Offenbach an, die bis zur Einführung der Bundesliga 1963 in der höchsten Spielklasse, der Oberliga Süd spielten, anschließend ab 1963 in der zweitklassigen Fußball-Regionalliga Süd. Sein Debüt feierte der schnelle und torgefährliche Dribbler am Flügel in der Oberliga Süd am ersten Spieltag der Runde 1961/62, am 6. August 1961, beim 4:2-Heimsieg am Bieberer Berg gegen Schwaben Augsburg als Rechtsaußen. Die Kickers belegten am Rundenende den vierten Rang und „Ossi“ Lotz hatte in 26 Oberligaspielen sieben Tore erzielt. Sein herausragendes Talent wird durch die drei Berufungen von Bundestrainer Sepp Herberger in die Juniorennationalmannschaft U 23 des DFB unterstrichen. Zu seinem ersten Einsatz kam Lotz bereits am 20. September 1961 in Odense beim 1:0-Erfolg gegen Dänemark. Er bildete dabei zusammen mit Gustav Flachenecker, Lothar Ulsaß, Jürgen Schütz und Gerhard Elfert die deutsche Angriffsreihe. In seiner ersten Runde Oberliga Süd wurde er noch zu zwei weiteren Spielen in die Junioren-Elf des DFB berufen: am 8. Oktober 1961 in Gelsenkirchen gegen Polen und am 6. Mai 1962 in Aachen gegen Frankreich, wo er beim 3:0-Sieg zusammen mit Vereinskamerad Siegfried Gast den linken Flügel bildete. Im letzten Jahr der alten erstklassigen Fußball-Oberliga, 1962/63, kam Lotz mit dem OFC auf den siebten Rang im Süden, er hatte dabei in 23 Spielen sechs Tore erzielt. Offenbach wurde allerdings zur Runde 1963/64 nicht für die neue erstklassige Fußball-Bundesliga nominiert.
In den ersten zwei Runden der als Unterbau der Bundesliga neu installierten Fußball-Regionalliga Süd, 1963 bis 1965, stürmte er an der Seite von Sigfried Held und Siegfried Gast und erzielte in 43 Ligaeinsätzen zwölf Tore. Es reichte für Offenbach aber in beiden Jahren nicht zum angestrebten Aufstieg in die Bundesliga, sowohl die Spielzeit 1963/64 als auch 1964/65 schlossen die Kickers mit dem dritten Rang ab, und verfehlten damit den Einzug in die Aufstiegsrunde.
Im Sommer 1965 erhielt Lotz ein Angebot vom Nachbarn und Bundesligisten Eintracht Frankfurt. Für die „Adler“ absolvierte er in den darauf folgenden vier Spielzeiten 97 Spiele (19 Tore) in der Fußball-Bundesliga und kam in 16 Spielen des europäischen Messepokals zum Einsatz, in denen er sieben Mal erfolgreich war. Unter Trainer Elek Schwartz debütierte der Flügelflitzer bereits am ersten Spieltag der Runde 1965/66 in der Bundesliga. Vor 52.000 Zuschauern startete die Eintracht mit einem 2:0-Heimerfolg gegen den Hamburger SV in die Saison. Der neue Trainer versuchte sich am 4:2:4-System und Jürgen Grabowski, Wilhelm Huberts, Istvan Sztani und „Ossi“ Lotz bildeten dabei den Angriff. Im Rundenverlauf behauptete sich Wolfgang Solz am linken Flügel und Lotz musste sich mit 17 Einsätzen und drei Toren in seiner ersten Bundesligarunde begnügen.
In seinem zweiten Eintracht-Jahr, 1966/67, spielte er lange mit seinen Mannschaftskameraden um den Meistertitel mit. In der Rückrunde fand am 11. Februar 1967 das Spitzenspiel bei der punktgleichen Eintracht Braunschweig statt. Die Elf von Trainer Helmuth Johannsen gewann das Spiel mit 3:0 Toren und entschied am Rundenende auch überraschend das Meisterschaftsrennen für sich. Vom 18. bis zum 33. Spieltag stand Eintracht Frankfurt auf dem zweiten Platz. Erst durch die 1:2-Niederlage bei 1860 München am Rundenschlusstag, den 3. Juni 1967, fiel Frankfurt auf den vierten Tabellenplatz zurück. Oskar Lotz hatte als einziger Eintracht-Spieler alle 34 Rundenspiele absolviert und dabei acht Tore erzielt. Zumeist standen Jürgen Grabowski, Wolfgang Solz, Siegfried Bronnert und Walter Bechtold im Angriff an seiner Seite. Aber auch international erlebte der Mann aus Urberach eine erfolgreiche Saison. Im Messestädte-Pokal war er in den Spielen gegen Drumcondra Dublin, Hvidovre Kopenhagen, Ferencvaros Budapest, FC Burnley und im Halbfinale gegen Dinamo Zagreb in allen zehn Spielen mit sechs Toren im Einsatz. Im zweiten internationalen Wettbewerb, im International Football Cup, war Lotz auch wieder in allen zwölf Spielen gegen Lanerossi Vicenza, FC La-Chaux-de-Fonds, Feyenoord Rotterdam, IFK Norrköping, Zaglebie Sosnowiec und in den zwei Finalspielen im Mai und Juni 1967 gegen Inter Bratislava im Einsatz und gewann durch einen 3:2-Auswärtserfolg und ein 1:1 nach Verlängerung im Waldstadion auch den International Football Cup 1966/67. Auch 1967/68 war der Flügelstürmer mit 33 Bundesliga-Einsätzen als Stammspieler gesetzt und brachte es auf sechs Tore. Die Hinrunde verpatzte die Eintracht und lag mit 14:20 Punkten auf dem 14. Rang, in der Rückrunde gelang mit der Punkteausbeute von 24:10 Zählern das Vorrücken auf den sechsten Platz. Die weiteren Eintracht-Angreifer Jürgen Grabowski (17-3), Walter Bechtold (21-12), Wolfgang Solz (13-5) und Bernd Hölzenbein (11-2) rangierten klar hinter „Ossi“ Lotz.
Unter dem neuen Trainer Erich Ribbeck veränderte sich 1968/69 die Situation für Lotz. Grabowski, Hölzenbein und Bernd Nickel waren in der Offensive gesetzt und für ihn blieben nur noch 13 Einsätze, wo er zwei Tore erzielte. Seinen letzten Bundesligaeinsatz hatte er am 22. März 1969 bei der 0:1-Niederlage beim 1. FC Nürnberg, wo er in der 46. Minute für Hölzenbein eingewechselt wurde. Im Messe-Cup hatte er noch in vier Spielen gegen Wacker Innsbruck, Juventus Turin und Atletico Bilbao mitgewirkt.
Seine Karriere im höherklassigen Fußball ließ er 1968/69 beim Regionalligisten FSV Frankfurt ausklingen. Er absolvierte für die Mannschaft aus Bornheim 35 Ligaspiele und erzielte sieben Tore. Nach dem Abstieg des FSV war die höherklassige Laufbahn von Oskar Lotz beendet.